# Mangadu
Mangadu es una ciudad y nagar Panchayat situada en el distrito de Chengalpattu en el estado de Tamil Nadu (India). Su población es de 38188 habitantes (2011). Se encuentra a 19 km de Chennai y a 61 km de Kanchipuram.

## Demografía
Según el censo de 2011 la población de Mangadu era de 38188 habitantes, de los cuales 19055 eran hombres y 19133 eran mujeres. Mangadu tiene una tasa media de alfabetización del 86,91%, superior a la media estatal del 80,09%: la alfabetización masculina es del 91,77%, y la alfabetización femenina del 82,05%.